# Кристоповщина
Кристоповщина (біл. вёска Крыштопаўшчына) — село в складі Крупського району Мінської області, Білорусь. Село підпорядковане Хотюхівській сільській раді, розташоване в східній частині області.
Рішенням Мінської обласної ради депутатів від 30 жовтня 2009 року, щодо змін адміністративно-територіального устрою Мінської області, село Кристоповщина, уже колишньої Докудовської сільської ради, підпорядковане Хотюхівській сільській раді.